# Rolando Schiavi
Rolando Carlos Schiavi (Lincoln, 18 gennaio 1973) è un ex calciatore argentino, di ruolo difensore.

## Carriera
Inizia nell'Argentino de Rosario prima di trasferirsi all'Argentinos Juniors nel 1995, in cui milita per sei anni prima di passare al Boca Juniors.
Tra il 2001 ed il 2005 gioca 186 partite con gli Xeneizes segnando 22 gol.
Nel 2006 il Boca lo cede all'Hércules CF, società spagnola, per 550.000 euro.
Nel 2007 però Schiavi torna in Sudamerica, più precisamente al Grêmio con il quale ha raggiunto la finale di Coppa Libertadores persa poi proprio contro il suo Boca.
Nel mercato estivo Schiavi firma per il Newell's Old Boys. Il 22 giugno 2009 firma per l'Estudiantes dove vincerà la Coppa Libertadores, nella finale con il Cruzeiro vinta dalla squadra argentina per 2-1.
Il 10 settembre 2009 ad oltre 36 anni di età esordisce nella Nazionale di calcio argentina.
Il 25 giugno 2011 torna in forza al Boca Juniors diventando un punto fermo della difesa e capitano dei campioni di Argentina.
Il 12 dicembre 2012 decide di ritirarsi dal calcio giocato, e fare l'assistente tecnico di Martín Palermo al Godoy Cruz.
A sorpresa il 9 gennaio 2013, a qualche mese dal suo ritiro e a pochi giorni dal suo 40º compleanno, lo Shanghai Shenhua ne annuncia l'ingaggio.
Altra sorpresa a qualche mese dal suo ritiro e a pochi giorni dal suo 41º compleanno, l'Independiente Rivadavia (dove gioca in terza categoria del campionato Argentino) ne annuncia l'ingaggio..

## Palmarès

### Club

#### Competizioni statali
- Campionato Gaucho: 1

Gremio: 2007

#### Competizioni nazionali
- Campionato argentino: 4

Boca Juniors: Apertura 2003, Apertura 2005, Apertura 2011
Argentinos Juniors: Primera "B" Nacional 1996-1997
- Coppa Argentina: 1

Boca Juniors: 2012

#### Competizioni internazionali
- Coppa Libertadores: 2

Boca Juniors: 2003
Estudiantes: 2009
- Coppa Intercontinentale: 1

Boca Juniors: 2003
- Copa Sudamericana: 2

Boca Juniors: 2004, 2005
- Recopa Sudamericana: 1

Boca Juniors: 2005

### Individuale
- Equipo Ideal de América: 3

2003, 2004, 2011